# Мікеланджело да Караваджо. Документи. Спогади сучасників (книга)
Мікеланджело да Караваджо. Документи. Спогади сучасників (книга)(рос. Микеланджело да Караваджо. Документы. Воспоминания современников) — збірка документів та уривків зі спогадів сучасників, котра присвячена життю і творчості італійського художника Мікеланджело да Караваджо (1573—1610).

## Серія видань
Наприкінці 1960-х років було розпочато серію видань, присвячених знайомству широкого кола читачів та прихильників мистецтв з уривками листування, щоденникарства, із документами й спогадами сучасників про низку так званих старих майстрів і митців початку 20 століття.
- Видання «Лоренцо Берніні. Спогади сучасників», М., 1965 року — було серед перших.

Також були приготовані до друку та оприлюднення —
- «Пітер Пауль Рубенс. Листування, документи, літературний спадок, спогади сучасників».
- «Костянтин Сомов. Листи, щоденники, спогади сучасників».
- «Кете Кольвіц. Листи, щоденники, спогади сучасників.»
- «Анрі Матісс. Статті і думки про мистецтво, спогади сучасників».

1975 року в цій серії було оприлюднено і збірку «Мікеланджело да Караваджо. Документи. Спогади сучасників» (книга).
Чим далі від кінця 20 століття жив митець чи автор спогадів, тим менше документів і спогадів сучасників було збережено, тим менше їх отримав і читач. Серед старих майстрів своєрідним винятком став Рубенс, що жив на зламі 16-17 ст., що працював в декількох країнах і що спілкувався з освіченими особами, що мали вдосталь грошей, дозвілля і бажання писати листи або спогади.
Надзвичайно не пощастило Караваджо, що був сучасником Рубенса, але сам не відрізнявся освітою, вимушено працював у декількох державах на Апеннінському півострові. Відсутність стабільності в житті талановитого майстра не сприяла появі приватного архіву, а якщо він і був, то давно загинув. На жаль, збережених документів про Караваджо — обмаль. Велетенські талановитого майстра нещиро використали при житті, а наприкінці 17 ст. забули. Смаки класицизму що запанував взагалі сприяли зниженню його художнього авторитету. Його всесвітня слава і пошанування прийшлися лише на 20 століття.

## Відсутність освіти, щоденників, біографа
Історія вивчення життя і творчості Караваджо важка і не проста. Майже всі факти життя художника видобуто із записів його ворогів, а не прихильників. У Караваджо не було прижиттєвого біографа, а про його молоді роки і бандитську поведінку дізналися з судових протоколів. Він ніколи не писав щоденників, не писав листів друзям чи рідним (Як Пітер Пауль Рубенс), не створював віршів (як Мікеланджело Буонарроті), не створив якогось трактату про живопис (як його ворог Джованні Бальоне), нема жодного достовірного допортретного ескіза чи якогось іншого малюнка художника до його картин. Ймовірно, він мав феноменальну пам'ять і починав працювати прямо на заґрунтованому полотні, попередньо витративши час на дослідження і споглядання об'єкта. В творчості Караваджо зафіксована повна відсутність зацікавленості в портретах та в створенні пейзажів (останні якраз багаті на подробиці і дрібні деталі). Караваджо нехтував багатьма подробицями, бо мав хист до широкого і виправданого узагальнення.
Не збережено фактів про день його народження, а дати життя і смерті узято з епітафій, які збирав адвокат Марціо Мілезі, що зберігаються нині у Ватикані. Сучасні перевірки епітафій відкрили в них певні помилки.
Спогад про молодого художника віднайдено в книзі Карела ван Мандера за 1604 рік, але Карел не зустрічався з художником. А лише записав недостовірні перекази інших, серед яких були і італійські джерела.
Про Караваджо можна говорити як про людину без тогочасної освіти, він автодидакт, художник, що навчався самотужки поспіхом, художник, що створив себе сам і досяг одного рівня з надто обмеженим колом найобдарованіших сучасників.

## Побудова збірки
- Передмова
- Розділ I
- Розділ II
- Розділ III
- Виноски
- Список ілюстрацій

## Виноски
Зазвичай виноси в інших книгах невеликі і слугують для пояснень окремих думок та підтвердження їх документами. В збірці «Мікеланджело да Караваджо. Документи. Спогади сучасників», невеликій за об'ємом, для них відведено десять (10) сторінок. І кожна з них має надзвичайний рівень інформаційної вартості, бо має важливі уточнення і показує стан вивчення творчих досягнень доби бароко у 20 столітті.

## Розділ I
Цей розділ присвячений малим за розмірами життєписам Караваджо, створеним зазвичай після його смерті. Вони не мають якостей авторських спогадів, хроніки або щоденника. Серед авторів цих малих життєписів —
- Джованні Бальоне (1573—164)
- Джованні П'єтро Беллорі (1615—1696)
- Джуліо Манчіні (1558—1630)
- Карел ван Мандер (1548—1606)
- Йоахим Зандрарт (1606—1688)
- Вінченцо Кардуччо (1578—1638)
- П'єтро да Кортона (1596—1669)
- Франческо Сканеллі (1616—1662)
- Філіппо Бальдінуччі (1624—1696)
- Чезаре Мальвазія та ін.

Вони повторюють легенди, плітки про Караваджо, а також деякі факти з його біографії. Частка авторів ніколи не зустрічалась із самим Караваджо, не була його друзями, бачила обмаль його картин або жила пізніше 1610 року, року смерті скандально відомого художника. Вінченцо Кардуччо взагалі писав про Караваджо як про «геніальне чудовисько».
Уривок з життєпису Караваджо, написаного Джованні П'єтро Беллорі, дещо ввічливий лише за формою, а не за змістом. 
| (Він) почав працювати, рахуючись лише з власним талантом, не наслідуючи давнім мармурам античності чи уславленому живопису Рафаеля, а майже нехтуючи ними, визнаючи одну лише реальність авторитетом для власних пензлів. Коли йому нагадували про уславлені твори Фідія чи Глікона як про неперевершені зразки для навчання (і наслідування), він замість відповіді показував пальцем на натовп і казав, що одного цього досить для навчання (і наслідування). |
Два уривки з ганебного життєпису, написаного ворожо налаштованим Джованні Бальоне.
| У зв'язку з палким темпераментом Мікеланджело (Караваджо) мав славу розбишаки. То собі трохи шию не зломить, то іншого доведе до смертної небезпеки. І приятелював з такими ж злодіями. Одного разу полаявся з шляхетним молодиком, Рануччо Томассоні, під час гри в м'яч. Лайка перейшла в бійку зі зброєю. Мікеланджело зробив випад шпагою, поранив того у стегно, від кровотечі той помер. Уся банда втекла з Риму [3]. |
| Потім він перебрався на Мальту, де мав аудієнцію у великого магістра і намалював його портрет. Високопосадовець надав художнику звання лицаря. Але і там Караваджо полаявся з якимось законником, смертно образив того і потрапив у в'язницю, з якої втік і перебрався на Сицилію, де створив декілька картин в Палермо. Рятуючи своє життя, Мікеланджело повернувся в Неаполь, де його наздогнали лицарі і понівечили йому обличчя до невпізнання. Доведений помстою до відчаю, той забрав своє бідне майно і перебрався на човник, аби морем дістатися Риму в надії на пробачення папи римського Павла V. Про це обіцяв клопотати кардинал Гонзага. На березі Караваджо помилково арештували і потягли у в'язницю. Через дві доби звільнили, але вкрали його човник з майном. У відчаї він бігав на березі у спеку в надії відшукати човник і майно, але все було марно. Художник дістався селища, де захворів на лихоманку. Тут, безпорадий і позбавлений допомоги, він і злодійськи помер, як і жив[3]. |

## Розділ II
Цей розділ видання присвячений небагатьом документам, віднайденим у архівах Італії. Вони висвітлюють лише окремі і драматичні події життя художника, частково і неповно описують його характер.

## Розділ III
Третій розділ книги — це збірка документальних матеріалів, фрагменти колишніх контрактів на створення картин, доповіді про грошові суми, отримані художником в присутності свідків, фрагмети з листування і згадками про Караваджо або про долю картин, котрі він писав.
Не знайдено жодного приватного листа, де були б позначені повага до художника чи хоч якісь натяки на співчуття йому. Розділ третій яскраво відбив атмосферу збагачення одних і збіднення інших, а також шалену жагу отримати картини художника, котрого не забувають назвати капризним і некерованим. Гарячкувата атмосфера отримати картини Караваджо будь-що була продовжена і після його смерті.

## Передмова
Ця частина збірки заслуговує на увагу вже тим, що написана з позицій не ворогів художника (чи байдужих до нього), а з позицій його прихильників і істориків, що намагались тверезо оцінити його характер, а також його творчість і його внесок в історію живопису всього 17 століття.